# Nikolaus Zangius
Nikolaus Zangius, né dans le Brandebourg vers 1570 et mort à Berlin avant 1620 est un organiste et compositeur brandebourgeois.

## Biographie
En 1597 il est maître de chapelle près d'Osnabrück. À partir de 1599 il est maître de chapelle à la Marienkirche (église Sainte-Marie) de Dantzig. De 1602 à 1605, il se trouve au service de la cour impériale à Prague. Il effectue ensuite un court séjour à Szczecin, avant de revenir à la cour de Prague pour officer en 1612 en tant que maître de chapelle à la cour du prince-électeur de Brandebourg à Berlin.

## Ses œuvres
- 1594 : Schöne newe ausserlesene geistliche und weltliche Lieder
- 1597 : Etliche schöne teutsche geistliche und weltliche Lieder
- 1611 : Ander Theil deutscher Lieder
- 1611 : Canciones sacrae
- 1617 : Dritter Theil newer deutscher weltlicher Lieder